# Spoorlijn Lille - Les Fontinettes
De spoorlijn Lille - Les Fontinettes is een Franse spoorlijn van Rijsel via Hazebroek en Sint-Omaars naar Les Fontinettes bij Calais. De lijn is ruim 105 km lang.

## Geschiedenis

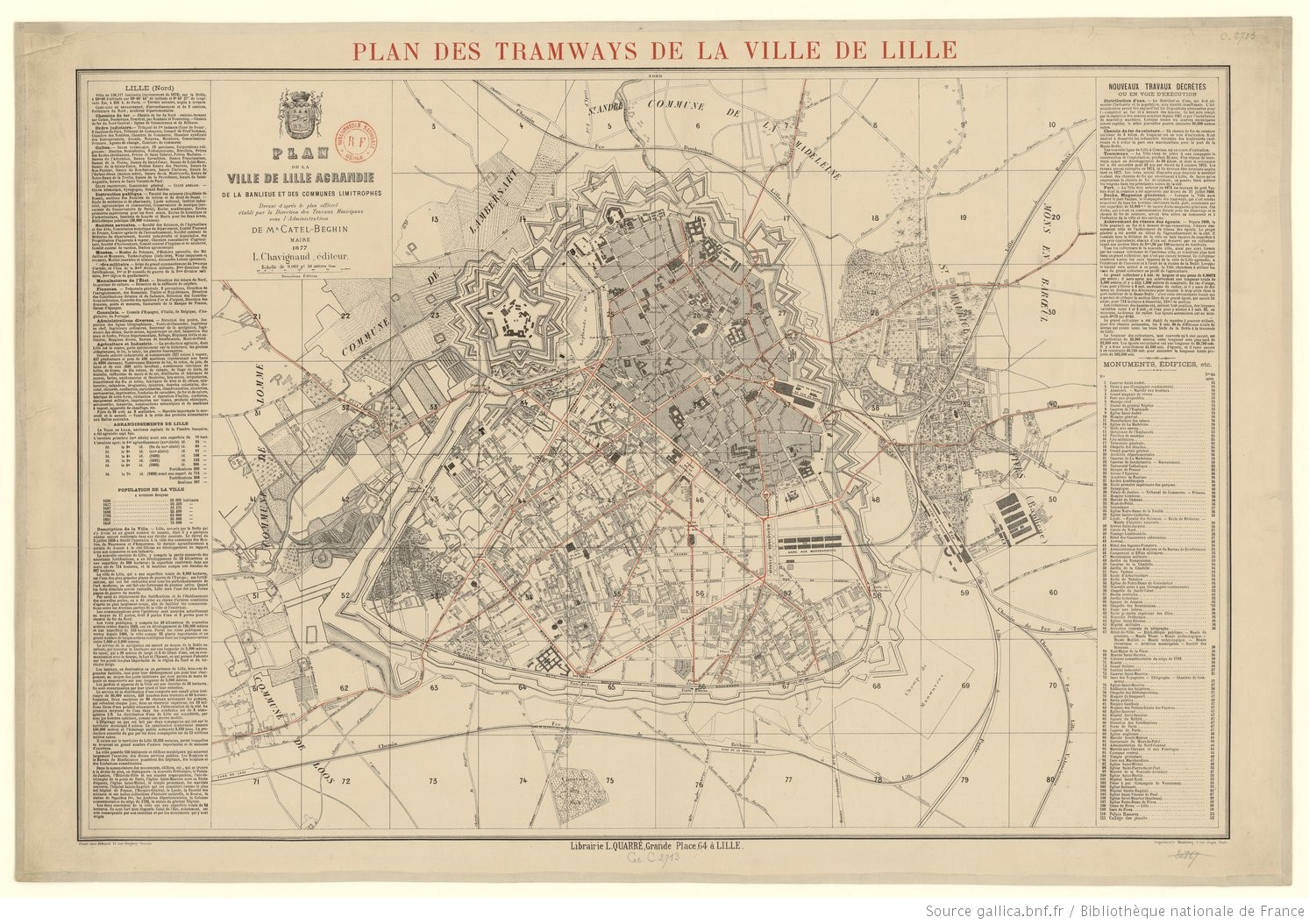
Stadsplattegrond met oorspronkelijk tracé in Rijsel

De spoorlijn werd geopend door de Compagnie des chemins de fer du Nord op 1 september 1848. Oorspronkelijk liep de lijn van station Fives langs vlak buiten de verdedigingswerken van Lille naar Saint-André. In 1876 werd het tracé vanaf Lille-Flandres via La Madeleine in gebruik genomen en het oude traject opgebroken. 

## Treindiensten
De SNCF verzorgt het personenvervoer op dit traject met TER treinen.
| Serie | Treinsoort       | Route                                                                                                 | Bijzonderheden |
| ----- | ---------------- | --- | -------------- |
| K 70  | TER (SNCF)       | Lille-Flandres – Armentières – Hazebrouck – Dunkerque                                                 |                |
| K 71  | TER (SNCF)       | Lille-Flandres – Armentières – Hazebrouck – Saint-Omer – Calais-Ville                                 |                |
| IC 04 | Intercity (NMBS) | Antwerpen-Centraal – Gent-Sint-Pieters – Kortrijk – Poperinge                                         |                |
| K 92+ | TER GV (SNCF)    | Calais-Fréthun – Lille Europe – Arras                                                                 |                |
| K 94+ | TER GV (SNCF)    | Rang-du-Fliers - Verton – Étaples-Le Touquet – Boulogne-Ville – Calais-Fréthun – Lille Europe – Arras |                |
| C 70  | TER (SNCF)       | Lille-Flandres – Armentières – Hazebrouck                                                             |                |
| P 54  | TER (SNCF)       | Arras – Lens – Béthune – Hazebrouck – Saint-Omer – Calais-Ville                                       |                |
| P 71  | TER (SNCF)       | Hazebrouck – Saint-Omer – Les Fontinettes – Calais-Ville                                              |                |

## Aansluitingen
In de volgende plaatsen is of was er een aansluiting op de volgende spoorlijnen:
Lille-Flandres
RFN 272 000, spoorlijn tussen Paris-Nord en Lille
Lion d'Or
RFN 278 000, spoorlijn tussen Fives en Moeskroen (grens)
La Madeleine
RFN 296 000, spoorlijn tussen La Madeleine en Comines
Saint-André
RFN 292 000, spoorlijn tussen Haubourdin en Saint-André
RFN 297 600, stamlijn van de particuliere aansluitingen van Saint-André
Lambersart
RFN 216 000, spoorlijn tussen de aansluiting Fretin en Calais-Fréthun
RFN 292 000, spoorlijn tussen Haubourdin en Saint-André
RFN 292 306, raccordement van Saint-André
Armentières
RFN 293 000, spoorlijn tussen Wavrin en Armentières
RFN 294 000, spoorlijn tussen Armentières en Arques
RFN 295 606, stamlijn tussen Armentières en Armentières-Annexe
RFN 298 000, spoorlijn tussen Armentières en Houplines
Hazebrouck
RFN 299 000, spoorlijn tussen Hazebrouck en Bouschepe
RFN 301 000, spoorlijn tussen Arras en Dunkerque
lijn tussen Hazebrouck en Merville
aansluiting Malhove
RFN 310 000, spoorlijn tussen Saint-Omer en Hesdigneul
RFN 310 064, raccordement militaire van Malhove
Watten-Éperlecques
RFN 303 000, spoorlijn tussen Watten-Éperlecques en Bourbourg
RFN 295 306, raccordement van Watten-Éperlecques
aansluiting Coulogne
RFN 314 306, raccordement van Les Fontinettes
Les Fontinettes
RFN 304 000, spoorlijn tussen Coudekerque-Branche en Les Fontinettes
RFN 314 000, spoorlijn tussen Boulogne-Ville en Calais-Maritime

## Galerij

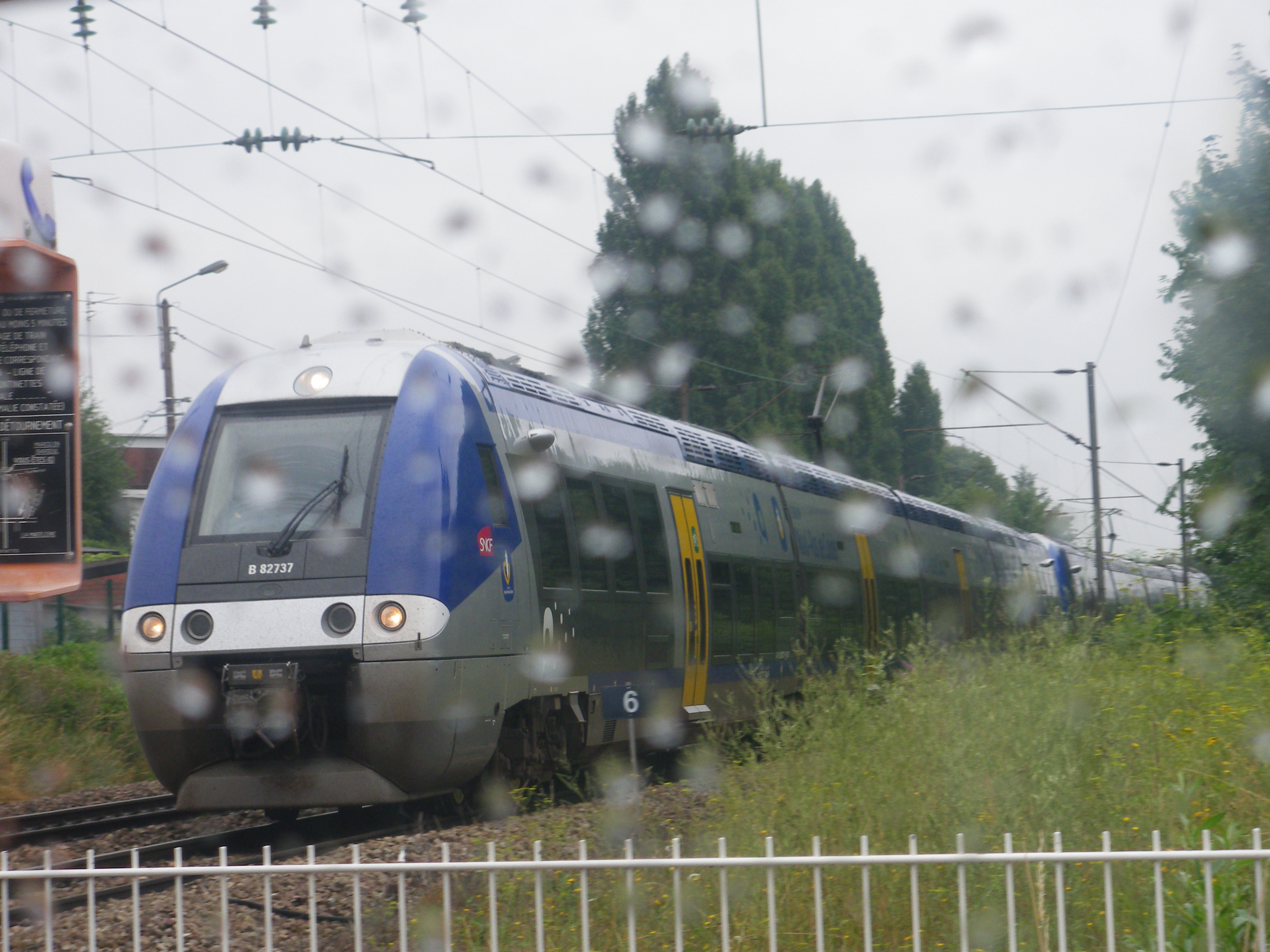
TER trein in Marcq-en-Baroeul.
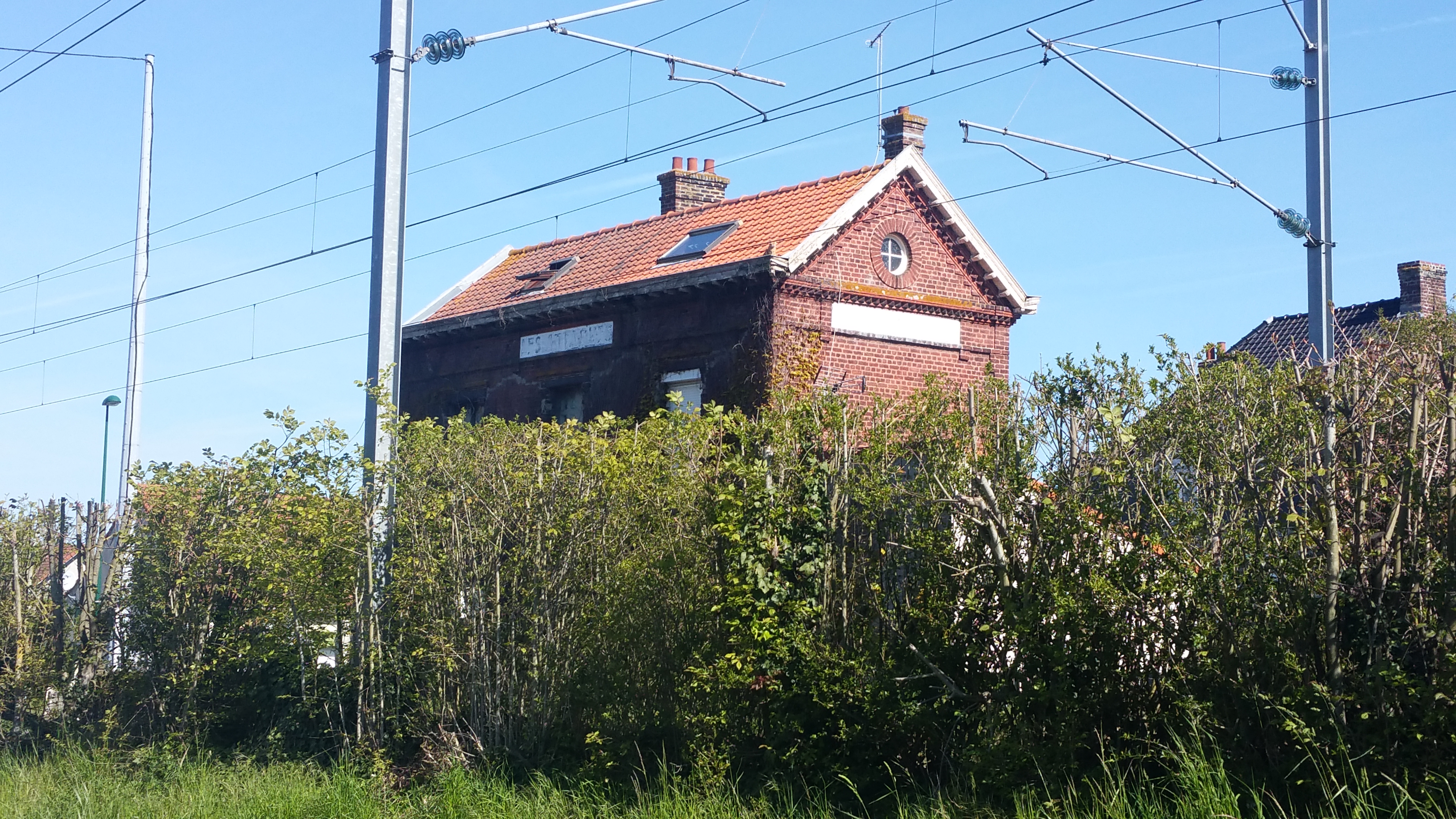
Voormalig station Les Attaques.
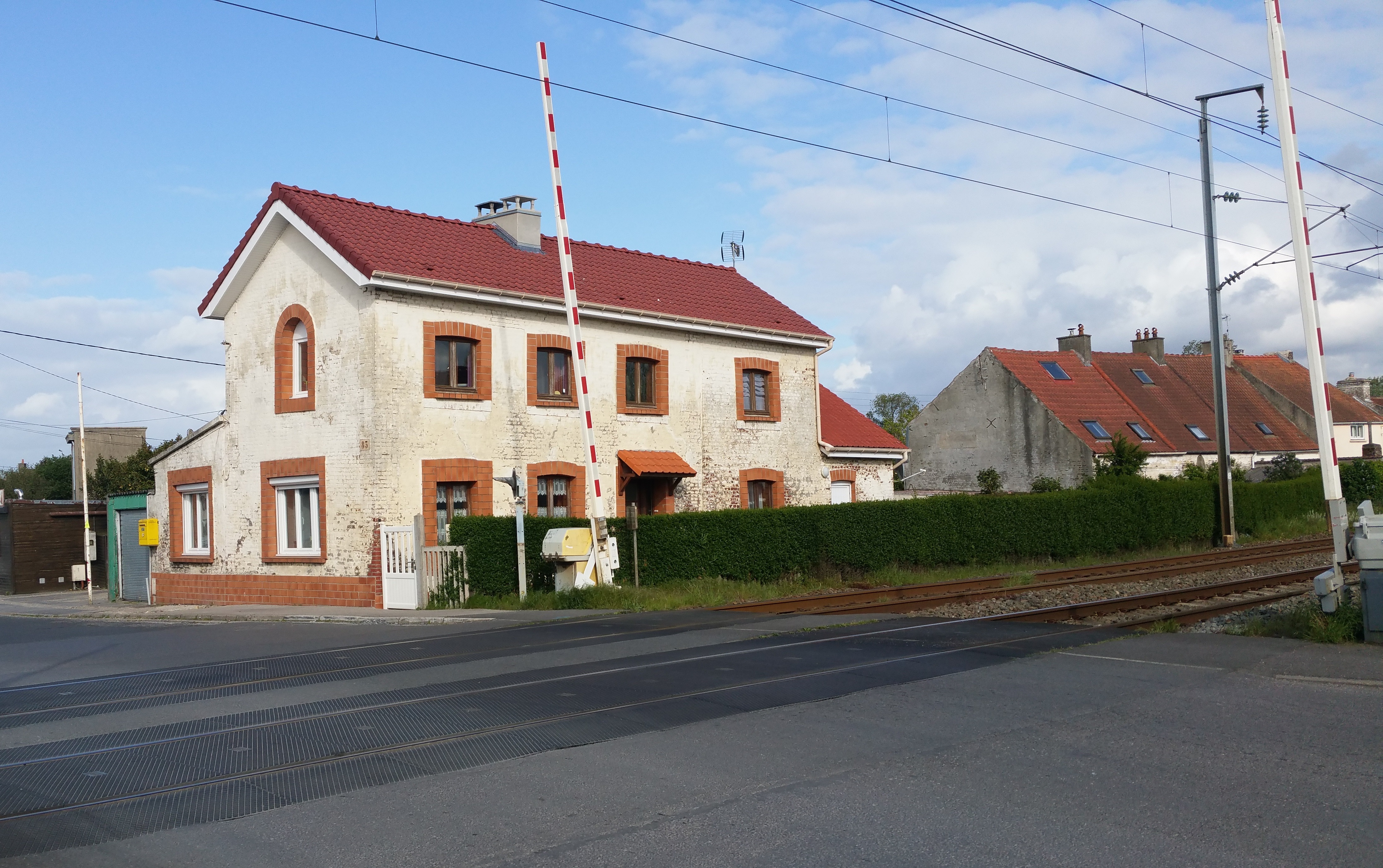
Voormalig station Pont de Coulogne